# The Road to Yesterday (commedia)
The Road to Yesterday è una commedia teatrale scritta da Beulah Marie Dix e da Evelyn Greenleaf Sutherland. Debuttò a Broadway il 31 dicembre 1906, in una messa in scena di J. C. Huffman, un regista che aveva iniziato la carriera teatrale quello stesso anno, in ottobre, e che avrebbe continuato a dirigere con successo fino al 1932. Le musiche erano firmate da Melville Ellis. Venne replicata fino all'agosto 1907 per un totale di 216 rappresentazioni.
Nel 1925, Cecil B. DeMille produrrà e dirigerà il film omonimo, interpretato da Jetta Goudal, Joseph Schildkraut, William Boyd e Vera Reynolds.

## Trama
Inghilterra.

## Il cast della prima: 31 dicembre 1906
- F. Owen Baxter
- Julia Blanc
- F.K. Brown
- Robert Dempster: Jack Greatorex
- Minnie Dupree: Elspeth Tyrell/Lady Elizabeth
- Agnes Everett
- Alice Gale: zia Harriet
- Goody Phelps
- Wright Kramer: Will Leveson
- Charles Martin
- W. S. Martin
- Miriam Nesbitt
- Selmar Romaine
- Helen Ware: Malena Leveson
- White Whittlesey

### Trasposizioni cinematografiche
- La strega di York (The Road to Yesterday), regia di Cecil B. DeMille   (1925)